# Кулачево (Пермский край)
Кулачево — деревня в Кунгурском районе Пермского края. До образования в 2020 году Кунгурского муниципального округа входила в состав Сергинского сельского поселения.

## География
Деревня находится в северной части Кунгурского района примерно в 3 километрах от села Серга на юго-восток.

## Климат
Климат умеренно-континентальный с продолжительной снежной зимой и коротким, умеренно-тёплым летом. Средняя температура июля составляет +17,8 0С, января −15,6 0С. Среднегодовая температура воздуха составляет +1,3 °С. Средняя продолжительность периода с отрицательными температурами составляет 168 дней и продолжительность безморозного периода 113 дней. Среднее годовое количество осадков составляет 539 мм.

## История
Известна с 1904 года.

## Население
Постоянное население составляло 7 человек в 2002 году (57 % русские, 43 % татары), 5 человек в 2010 году.